# Švrk
Švrk (francosko Milou [milu]) je izmišljeni lik Tintina in njegovih pustolovščin, serije stripov belgijskega karikaturista Hergéja. Švrk je bel resasti foksterier, ki je spremljevalec Tintina, glavnega junaka serije. Švrk se je prvič pojavil 10. januarja 1929 v prvem stripu Tintina v Sovjetski zvezi, ki je bil serializiran do maja 1930 v Le Petit Vingtièmu.
Švrk je deloma oblikovan po foksterierju v kavarni, ki jo je Hergé pogosto obiskoval. Milou, Švrkovo prvotno francosko ime, je bil vzdevek prvega Hergéjevega dekleta.
V prvih osmih Tintinovih pustolovščinah Švrk redno nagovarja bralca s svojim notranjim monologom. Hergé je zmanjšal govorno vlogo Švrka po priključitvi kapitana Haddocka v deveti zgodbi Zlati rakci.

## Inspiracija in oblikovanje
Hergé nikoli ni imel svojega psa razen zadnjih nekaj let življenja; vendar je bil leta 1929 reden gost v kavarni, katere lastnik je imel v lasti terierja. Ta pes je bil glavni vir navdiha za Švrka.
Švrkovo originalno francosko ime Milou—okrajšava Marie-Louise—je izposojeno iz vzdevka prvega Hergéjevega dekleta, Marie-Louise Van Cutsem. Oče Marie-Louise ni odobril Hergéjevega slabega družbenega položaja, zato se je odnos mladega para posledično poslabšal. Kljub temu je Hergé ostal naklonjen Marie-Louise in jo imenoval za soimenjaka Tintinovega najboljšega prijatelja. Ime Snowy je bilo za angleški prevod izbrano ne le zaradi pasje barve, ampak tudi zato, ker gre za petčrkovno besedo, ki se prilega v govorne oblačke.

## Lik
V celotni seriji je Švrk Tintinov pomagač in spremljevalec na potovanjih. Skupaj s Tintinom je edini lik, ki se pojavlja v vseh stripovskih albumih. V prvem albumu Tintin v Sovjetski zvezi je Švrk vir stripovske olajšave. V prvih osmih zgodbah je Švrk soigralec serije; sposoben je razumeti človeški jezik in komunicira z govornimi balončki. Njegovi ustni odzivi na različne situacije vključujejo šale, izraze strahu in prošnje Tintina k previdnosti. V zgodnjih albumih se zanima za mehaniko in geografijo; v Tintinu v Kongu navaja svetopisemske napotke. Kot pes tudi ovohava, sledi, lovi in grize.
V zgodnjih delih si izmenjuje dialog z drugimi liki, vključno z živalmi, in komentira situacije. Na njegov lik je močno vplivala uvedba kapitana Haddocka v Zlatih rakcih. Pred Haddockovo uvedbo je bil Švrk vir suhih in ciničnih stranskih komentarjev, ki so uravnotežili Tintinovo nenehno pozitivno, optimistično perspektivo. Ko je Haddock vstopil v serijo, je njegov lik prevzel vlogo cinika, Švrk pa se je postopoma preusmeril v bolj lahkotno vlogo, saj je imel dialog le s Tintinom.
Švrk je pogosto predstavljen kot pogumen in neustrašen pred veliko večjimi bitji, katerih se Tintin boji. Tintina večkrat osvobodi ujetništva in ga reši pred nevarnimi situacijami, včasih pa bo pred Tintinom identificiral zlobneža. Črni otok in Skrivnostna zvezda prikazujeta, da je njegov edini strah arahnofobija. Švrk je zvest Tintinu in vedno želi stati ob njegovi strani: v prizoru Skrivnostne zvezde, ko ga Tintin začasno zapusti, postane Švrk neutolažljiv.
Švrk ljubi viski in se občasno napije (kot se je to zgodilo v Tintinu v Sovjetski zvezi, Tintinu v Tibetu in v Tintinu in gverilci. Njegova nagnjenost k hrani je osnova za več kratkih, komičnih prizorov. Njegova največja poželjenost so kosti. To je večkrat središče moralnih dilem, saj se mora Švrk odločiti med izvajanjem pomembnih nalog, kot so prenašanje sporočila SOS, in nabiranjem kosti, kar je razvidno v Otokarjevem žezlu. V dvorani Marlinspike Švrk pogosto lovi siamsko mačko, dokler oba ne postaneta prijatelja na koncu Zadeve Sončnica. Švrk pogosto pripomore k zgodbi na opazen način, na primer, Švrk je edini lik v Letu 714 za Sydney, ki se izogne množični hipnozi in ve za njihovo ugrabitev s strani nezemljanov.

## Uprizoritve
Ob koncu serializacije Tintina v Sovjetski zvezi 8. maja 1930 je bil na železniški postaji Gare du Nord v Bruslju izveden sprejem Tintina in Švrka. Švrka je igral Hergéjev kavarniški foksterier. V televizijski seriji Tintin in njegove pustolovščine Švrku posodi glas Susan Roman, vendar v seriji ni prisotnih Švrkovih komentarjev.
Med antropomorfizmom risoromana Grandville Bryana Talbota je prisoten beli resasti foksterier z imenom "Švrk Milou". V deliriju, ki ga povzroča droga, opisuje sanje, ki jih je imel, s tesnimi vzporednicami z različnimi pustolovščinami Tintinovih knjig.
S pogleda računalniškega ustvarjanja posnetkov je bil Švrk najtežji lik pri snemanju motion capture filma Tintin in njegove pustolovščine: Samorogove skrivnosti. Krzno je na splošno težko upodabljati, pri čemer je bela najtežja barva, kodrasto krzno pa najtežja oblika. Druga težava je bila, da je Švrk vedno prikazan pod določenimi koti, zaradi česar ga je bilo težko prikazati prepoznavnega pri gibljivih posnetkih kamer. Zgodaj v procesu razvoja, ko so snemali gibanje v studiu, je produkcijska ekipa razmišljala o tem, da bi kot Švrka posneli psa. Namesto tega je bila uporabljena lutka. Tako so igralci igrali z lutko; Švrk in drugi liki so bili pozneje animirani.

## Kipi in spominske freske
- Place du Grand Sablon, Bruselj, Belgija, vsebuje bronast kip Tintina in njegovega foksterierja, Švrka, tik pred kavarno Comics.[16][17]
- Freska na stavbi v Rue de l'Etuve poustvarja prizor Tintina, kapitana Haddocka in Švrka, ki se spuščajo iz stavbe v požaru v Zadevi Sončnica.[18]
- Postaja Gare du Midi v Bruslju vsebuje ogromno reprodukcijo plošče iz Tintina v Ameriki.[17]
- Stavba Le Lombard v centralnem Bruslju (v bližini Gare du Midi) ima na strehi dve velikanski glavi Švrka in Tintina. Te so ponoči osvetljene z neonskimi lučmi. Lombard je bil urednik časopisa Journal de Tintin.[19]
- Postaja podzemne železnice Stockel v Bruslju ima ogromne panoje s prizori iz Tintinovih stripov, naslikane kot freske.[18]
- Kulturni center Uccle[20] (Rue Ruge) v Belgiji ima kip Tintina in Švrka v naravni velikosti. Kipa je ustvaril kipar Nat Neujeun in naročil Raymond Leblanc, založnik Tintina (revije).